# Tim Pawlenty

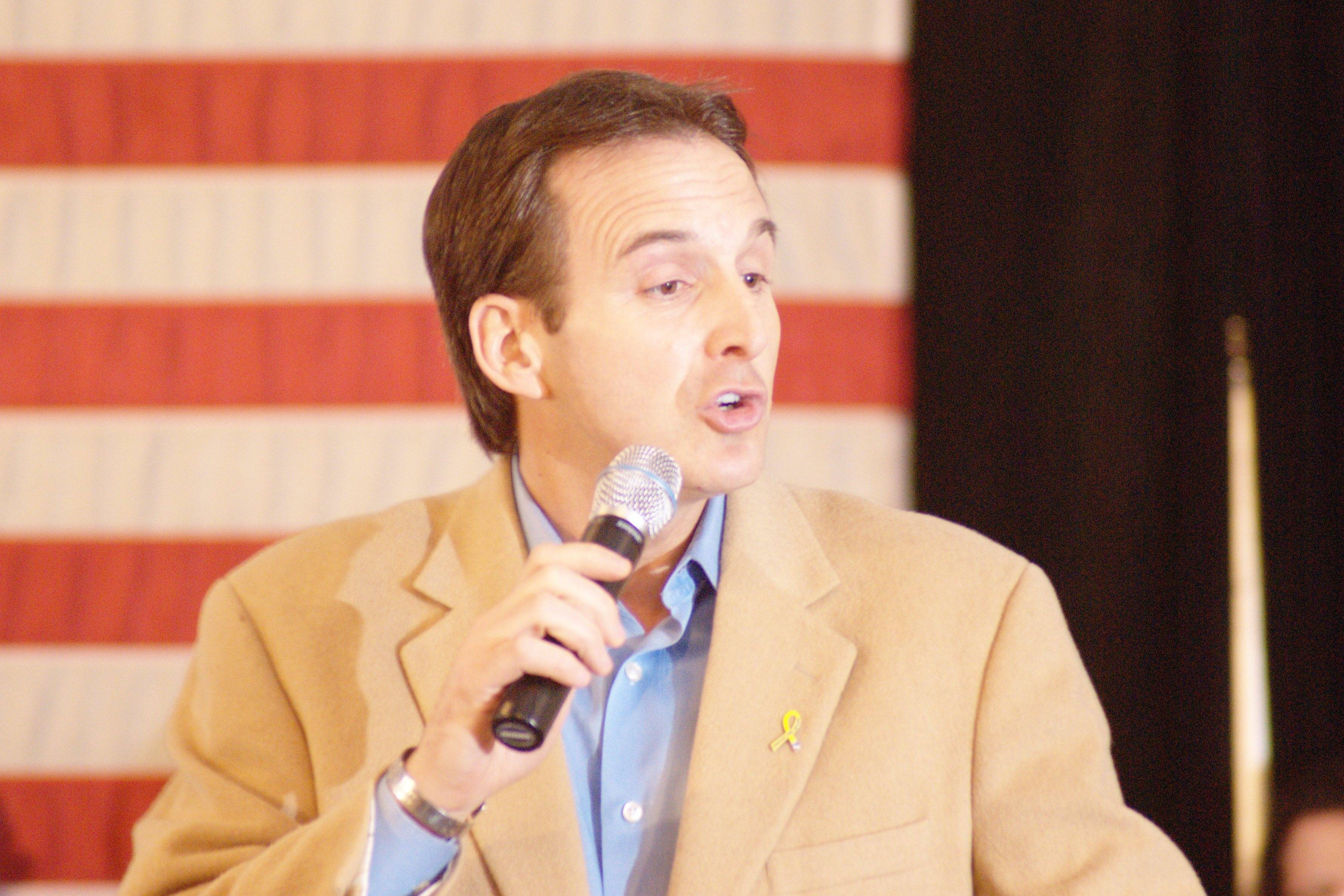
Tim Pawlenty

Timothy Pawlenty (Saint Paul, 27 de novembro de 1960) é um político dos Estados Unidos da América, membro do Partido Republicano e o 39º governador do Minnesota.
Tim Pawlenty é diplomado em direito pela universidade do Minnesota. De ascendência polaca e alemã, cresceu como católico, mas converteu-se ao luteranismo, a corrente religiosa da sua mulher Mary.

## Carreira política
Foi eleito em novembro de 2002 como governador, contra o candidato do Partido Democrata Roger Moe, o independente Tim Penny, e o ecologista Ken Pentel.
A tradição operária e social-democrata do Minnesota fazem da vitória de Pawlenty um triunfo eleitoral muito raro para os republicanos nesse estado.
Tem aplicado um programa de não-aumento dos impostos mas diminuição do déficit orçamental do estado. Socialmente, uma medida que impôs foi a de um período de reflexão obrigatória de 24 horas antes de se proceder a um aborto, co-responsabilizando a mulher depois de informada sobre as consequências da sua ação.
As suas viagens ao estrangeiro no quadro das suas funções (foi ao Kosovo, à Polônia, ao Iraque e à República Checa) trouxeram-lhe numerosas e violentas críticas.
Em finais de 2005, sondagens davam-lhe uma taxa de aprovação de 59%, empatado com os governadores Dirk Kempthorne do Idaho e Michael Easley da Carolina do Norte (Sondagem SurveyUSA, com margem de erro técnica de 4%).
Em 7 de novembro de 2006, com 47% dos votos, foi reeleito governador.
Foi um potencial running mate de John McCain na eleição presidencial de 2008.